# بيبسيكو
شركة بيبسيكو (بالإنجليزية: PepsiCo) هي شركة أمريكية متعددة الجنسيات للمشروبات والأغذية والوجبات الخفيفة يقع مقرها في قرية هاريسون بولاية نيويورك الأمريكية، تأسست عام 1965. تصنع وتسوق المشروبات غير الكحولية واشتهرت بإنتاج المشروب الغازي بيبسي ورقائق البطاطس ليز.

## التاريخ
ولد كاليب برادهام عام 1876 في نيوبرن في الولايات المتحدة الأمريكية. اضطر إلى ترك الجامعة قبل أن يتخرج من جامعة ميريلاند الطبية عندما أفلس والده وفشلت تجارته.
وليكسب قوت يومه تحول كاليب برادهام إلى التعليم ودرس في مدرسة - أوكس سميث - في نيوبرن إلى أن تزوج من - سارة شاريتي كريدل -. بعدما ترك التدريس عمل في صيدلية بولوك، التي اشتراها بعدما أصبح متمكناً من علم الصيدلة.
بدأ من خلال عمله في الصيدلية مزج الوصفات الطبية والشرابات الطبية، ووظف خلال عمله مساعداً له ليستطيع التفرج إلى مزج خلطة من شراب بنكهة الفواكه مع ماء الصودا.
وفي يوم صيف حار رطب سنة 1898 اكتشف كاليب برادهام - البالغ من العمر 22 سنة - شراباً لذيذاً ومرطباً يقدمه إلى زبائن الصيدلية. لينجح هذا الشراب المرطب نجاحاً غير متوقع، ويعرف باسم - بيبسي كولا -.
كان كاليب برادهام على يقين أن الناس سيأتون إلى صيدليته إذا قدم لهم شيئاً يحبونه وينعشهم في أيام الحر. وكانت خلطته اللذيذة مكونة من مستخلص من نبات الكولا، الفانيليا، وزيوت نادرة. وعرف هذا الشراب باسم - شراب براد - نسبة إلى برادهام.
قرر كاليب برادهام أن يسمي شرابه المميز باسم بيبسي كولا لأنه كان في رأيه يعالج مرض سوء الهضم، والذي يعرف بـ Dyspepsia.
حظي شراب بيبسي بشعبية عارمة. ما دفع كاليب برادهام إلى الإعلان عن هذا الشراب الغازي والمرطب. وتدافع الناس على طلبه وبدأت المبيعات بالارتفاع إلى درجة اقتنع معها كاليب برادهام بأن يفتح شركة لتسويق شرابه المميز.
أسس عالم 1902 شركة بيبسي كولا من الغرفة الخلفية في صيدليته، وتقدم ببراءة اختراع ليسجل اختراعه كماركة مسجلة في عام 1903.
في البداية، كان يخلط الشراب ويبيعه من خلال ماكينات مياه الصودا. ولكن بما أن الحاجة هي أم الاختراع قرر كاليب برادهام أن يبيع بيبسي في قوارير صغيرة ليستطيع أن يشربها أي شخص كان وفي أي مكان.
تطور العمل بشكل كبير، وفي 16 يونيو 1903 حصلت البيبسي كولا على ماركتها المسجلة من مكتب تسجيل الماركات والعلامات التجارية في الولايات المتحدة. وخلال السنة نفسها باع كاليب برادهام 7968 جالوناً من بيبسي، وكانت دعايته تقول: ’’ منعش، مقو ٍ، ومهضّم ‘‘.
ثم بدأ ببيع حقوق امتياز لتعبئة بيبسي في العلب المعدنية والزجاجات، وارتفع العدد من 2 عام 1905 إلى 15 في العام 1906 وإلى 40 في عام 1907، ومع نهاية العام 1910 أصبح لدى بيبسي كولا فروع في 24 ولاية.
وكان هذا الإنجاز من أهم ما فعله كاليب برادهام، وزادت مبيعات شركته إلى 100000 جالون من الشراب في السنة.
في الوقت الحالي بيبسي كولا هي الرائدة حول العالم في مجال المشروبات الغازية ومن أوائل الشركات المهتمة بقواعد السلامة والصحة المهنية

### بر الأمان
أشهر كاليب برادهام إفلاسه في عام 1923، وعاد لإدارة صيدليته في ولاية نورث كارولينا ووضع اسم بيبسي برسم البيع. وبالفعل باعه إلى - روي ميغارغل -، والذي تعاقب بعده أربعة مالكين للاسم فشلوا جميعاً في إيصال بيبسي إلى بر الأمان وإلى التحليق عالياً، إلى أن جاء مصنع شوكولاته ناجح يدعى - تشارلز غوث -. وكان هذا الشخص بمثابة المنقذ لبيبسي، حيث استفادت الشركة من خبرته ومن أفكاره.
وبعد 15 سنة من الفشل من تاريخ إفلاس كاليب برادهام - والذي توفي عن عمر يناهز الثامنة والخمسين، أي بعد حوالي 10 سنوات من تاريخ إفلاسه - وقفت الشركة على رجليها مرة ثانية.
وخلال الحرب العالمية الثانية عادت الشركة إلى الوراء وعانت من الركود والوضع الاقتصادي المتأزم، وكان الناس لا يدفعون 5 سنتات مقابل مشروب مرطب إلى أن ضاعف غوث حجم بيبسي مقابل السعر نفسه منافساً بذلك شركات المرطبات الأخرى.
عادت بيبسي للإقلاع من جديد بعد الحرب العالمية الثانية بأفكار جديدة وشعارات جديدة وإعلانات متميزة منها أغنية الدعاية الشهيرة Nickel, Nickel - -.
تعتبر بيبسي العالمية من أفضل الشركات في العالم وترتيبها 21 في الشركات الخمسمائة الأولى في الولايات المتحدة.
وتملك بيبسي مطاعم بيتزاهت، كنتاكي، فرايد تشيكن، وسلسة مطاعم تاكو بل.
فكرة بسيطة ورغبة متواضعة اكتشفتا شراباً أسود اللون وصل إلى كل زاوية من الكرة الأرضية، وطافت مياهه السوداء بكميات تستطيع أن تملأ الأنهار.

## التوسعات والاندماجات
توسعت خطوط إنتاج شركة بيبسي كولا في بدايات الستينيات من القرن العشرين تزامنًا مع البدء في إنتاج مشروب بيبسي دايت المخصص للحمية الغذائية، ومع شراء العلامة التجارية للمشروبات ماونتن ديو.
اندمجت شركة بيبسي كولا في عام 1965 مع شركة فريتو-لاي الأمريكية المصنعة لمنتجات الوجبات الخفيفة من رقائق البطاطس ورقائق الذرة والتي من بينها منتجات تشيتوس، ودوريتوس، وليز، وكوّنا معًا شركة بيبسيكو للأغذية والمشروبات التي صارت تملك فيما بعد العديد من الشركات والعلامات التجارية مثل منتجات العلامة التجارية الشهيرة لمشروبات تروبيكانا التي استخوذت عليها في عام 1998، كما استحوذت على شركة كويكر للشوفان في عام 2001 لتمتلك معها أشهر علاماتها التجارية ومن بينها منتجات غاتوريد للمشروبات الرياضية.
دخلت شركة بيبسيكو إلى الاتحاد السوفيتي في عام 1959، واحتكرت بيع مشروبات الكولا هناك في عام 1972 بموجب اتفاقية قضت بمبادلة منتج فودكا ستولشنايا الروسية بمنتج البيبسي. توسعت شركة بيبسيكو بعد ذلك في الأسواق الروسية واستحوذت في فبراير 2011 على 77٪ من شركة ويم بل دان فودز المصنعة لمنتجات الألبان وعصائر الفاكهة، ثم اشترت نسبة 23٪ المتبقية في أكتوبر من نفس العام لتصبح أكبر شركة منتجة للأغذية والمشروبات في روسيا.
أعلنت بيبسيكو في مارس 2020 عن خطة للاستحواذ على روكستار إنرجي العلامة التجارية لمشروبات الطاقة مقابل 3.85 مليار دولار أمريكي.

## العلامات التجارية والمنتجات
تمثل منتجات المشروبات نحو 47 بالمائة من منتجات شركة بيبسيكو بينما تمثل منتجات الأغذية والوجبات الخفيفة 53 بالمائة من منتجاتها. كما تمتلك الشركة مئات العلامات التجارية التي حققت في عام 2009 حوالي 108 مليار دولار أمريكي من قيمة مبيعات الشركة السنوية، ومن أشهر هذه العلامات التجارية:
تسرد القائمة التالية العلامات التجارية المرخصة، والشراكات، بما في ذلك تلك الموجودة في أسواق معينة فقط، والمنتجات، المقسمة إلى أنواع غذائية.
- بيبسي
- بيبسي دايت
- ليز
- غاتوريد
- ماونتن ديو
- سفن أب
- تروبيكانا
- دوريتوس
- بريسك
- كويكر فودز
- تشيتوس
- ميرندا
- أكوافينا
- أكوافينا فلافورسبلاش
- ستاربكس
- ويم بيل دان للأغذية (روسيا)
- ألفالي (إسبانيا)[38][39]
- شركة مشروب ماونتن ديو أمب للطاقة
- آونت جيميغا / شركة بيرل ميلينغ
- باكونزيتوس (البرازيل)
- كاب أن كرانش
- تشيتوس
- تشيستر
- شيبسي (مصر، صربيا)
- تشودو
- كراكر جاك
- كراتشي
- ماونتن ديو "دايت"
- موج روت بير (بيرة جذور)
- دايت سييرا ميست / ستاري
- Domik v Derevne (روسيا)
- دوريتوس
- دويفيس (هولندا)
- إلما تشيبس (البرازيل)
- شركة غاميسا (البرازيل)
- إيفرفيس (روسيا)
- فاندانغوس (البرازيل)
- فريتو-لاي
- فريتوس
- فروكتوفي ساد (روسيا)
- فروستايل (روسيا)
- غاتوريد
- غاتوريد زيرو
- إيزي
- إيفي (ألبانيا، اليونان، قبرص، صربيا)
- كاس (مشروب)
- خروس تيم (روسيا)
- كوركوري
- ليهار (الهند)
- لايـف (حبوب إفطار)
- سوبي (مشروبات)
- مانزانيتا سول
- مارياس جاميسا
- ماتوتانو (إسبانيا، البرتغال)
- Marbo Product (صربيا)
- ميرندا
- ميس فيكيز
- ماونتن ديو كيك ستارت
- ماونتن ديو جيم فيول
- Munchies

## الإيرادات
توزع شركة بيبسيكو منتجاتها في أكثر من 200 دولة حول العالم، وتحقق صافي إيرادات سنوية بلغت حوالي 43.3 مليار دولار أمريكي.
حققت 22 علامة تجارية تمتلكها شركة بيبسيكو في 26 يناير 2012 مبيعات للشركة قدرت قيمتها بما يزيد عن مليار دولار أمريكي، مما يجعلها ثاني أكبر شركة للأغذية والمشروبات في العالم من حيث القيمة السنوية لصافي الإيرادات بعد شركة نستله، وأكبر شركة للمشروبات والأغذية في أمريكا الشمالية.
احتلت شركة بيبسيكو في عام 2018 المرتبة 45 في قائمة فورتشن 500 لأكبر الشركات الأمريكية من حيث إجمالي الإيرادات التي تنشرها مجلة فورتشن الأمريكية سنويًا.

## الدعاوى القضائية
أقامت شركة بيبسيكو في عام 2019 دعوى قضائية ضد أربعة مزارعين صغار في الهند تطالبهم بدفع تعويضات بلغت قيمتها 142 ألف دولار أمريكي لكل منهم لقيامهم بزراعة نوع من البطاطس ادعت أنها تمتلكه، وقد وعدت الشركة بسحب الدعوى في حال قيام المزارعين بزراعة البطاطس لحساب الشركة. طالبت جمعيات المزارعين الحكومة بالتدخل لحسم القضية قائلة إن شركة بيبسيكو بممارسة الضغوط وإخافة المزارعين لإجبارهم على العمل لحسابها الخاص. سحبت الشركة الدعوى في 2 مايو 2019 نتيجة للضغط الشعبي وضغوط الحكومة الهندية وحكومة الولايات المتحدة الأمريكية.

## وصلات خارجية
- الموقع الرسمي